# Morunglav
Morunglav là một xã thuộc hạt Olt, România. Dân số thời điểm năm 2002 là 3017 người.